# Edward Mikołajczyk (dziennikarz)
Edward Mikołajczyk (ur. 20 października 1940 w Czechowicach, zm. 8 września 2020) – polski dziennikarz telewizyjny.

## Życiorys
Absolwent Wydziału Filologicznego Uniwersytetu Jagiellońskiego (1964). W 1965 został zatrudniony w tygodniku „Walka Młodych”, w którym w 1972 objął funkcję zastępcy redaktora naczelnego. W latach 1966–1973 pracował jako asystent w Studium Dziennikarskim Uniwersytetu Warszawskiego, a w latach 1978–1980 był wykładowcą na Wydziale Radia i Telewizji Uniwersytetu Śląskiego. W 1973 został sekretarzem redakcji tygodnika „Kultura”. W tym samym roku został zatrudniony w Komitecie do spraw Radia i Telewizji na stanowisku zastępcy redaktora naczelnego w Naczelnej Redakcji Informacji i Publicystyki. W latach 1974-75 studiował w Zaocznym Wyższym Studium Zawodowym Realizacji Telewizyjnych Programów Dziennikarskich Państwowej Wyższej Szkole Filmowej, Telewizyjnej i Teatralnej im. Leona Schillera w Łodzi. 
Od 1968 należał do Polskiej Zjednoczonej Partii Robotniczej. Od 1979 do 1980 pełnił funkcję sekretarza Komitetu Zakładowego PZPR w Radiokomitecie, a następnie był członkiem egzekutywy KZ w tej instytucji.
W latach 70. współprowadzący Studio 2. Później pracował m.in. w służbie dyplomatycznej (Jugosławia), był także rzecznikiem prasowym Polskiego Związku Piłki Nożnej. Do 2016 wieloletni pracownik Biura Programowego i Akademii Telewizyjnej TVP S.A. Felietonista tygodnika Przegląd.
Wymieniony został w raporcie z weryfikacji Wojskowych Służb Informacyjnych jako osoba mająca zadanie typowania dziennikarzy do współpracy z WSI. Zaprzeczył temu w wydanym 18 lutego 2007 oświadczeniu.

## Odznaczenia
Postanowieniem Prezydenta RP z dnia 18 października 2002, w uznaniu wybitnych zasług dla rozwoju Telewizji Polskiej, został odznaczony Krzyżem Oficerskim Orderu Odrodzenia Polski.

## Filmografia
- 2002 – Taka była telewizja – komentarz
- 1992 – Czas Gdyni – komentarz
- 1990 – Grudniowe taśmy – komentarz
- 1987 – Październik i Polska – reżyseria, scenariusz
- 1986 – Kontynuacja i odbudowa – reżyseria, scenariusz
- 1985 – Scena z kotłem – komentarz